# Митино (Болгария)
Митино (болг. Митино) — село в Благоевградской области Болгарии. Входит в состав общины Петрич. Находится примерно в 5 км к северо-востоку от центра города Петрич и примерно в 67 км к югу от центра города Благоевград. По данным переписи населения 2011 года, в селе  проживало 344 человека, преобладающая национальность — болгары.

## Население
| Год     | 1934 | 1946 | 1956 | 1965 | 1975 | 1985 | 1992 | 2001 | 2011 |
| ------- | ---- | ---- | ---- | ---- | ---- | ---- | ---- | ---- | ---- |
| Жителей | 165  | 220  | 285  | 332  | 340  | 338  | 377  | 358  | 344  |

|  |